# Parakansalak
Parakansalak is een bestuurslaag in het regentschap Sukabumi van de provincie West-Java, Indonesië. Parakansalak telt 7605 inwoners (volkstelling 2010).